# Morningside (Dakota del Sud)
Morningside è un census-designated place degli Stati Uniti d'America situato nella contea di Beadle dello Stato del Dakota del Sud. La popolazione era di 105 persone al censimento del 2010.

## Geografia fisica
Secondo lo United States Census Bureau, ha un'area totale di 0,50 miglia quadrate (1,3 km²).